# Shibataea
Shibataea es un género de bambús de la familia de las poáceas. Es originario de China, Japón, Vietnam. Comprende 163 especies descritas y de estas, solo 12 aceptadas.

## Taxonomía
El género fue descrito por Makino ex Nakai y publicado en Journal of Japanese Botany 9(2): 83. 1933. La especie tipo es: Shibataea kumasaca (Steud.) Makino	 
Etimología
Shibataea: nombre genérico que fue otorgado en honor de Keita Shibata, botánico japonés.
Citología
El número cromosómico básico es x = 12, con números cromosómicos somáticos de 2n = 48. tetraploides. Los cromosomas son relativamente pequeños.

## Especies aceptadas
A continuación se brinda un listado de las especies del género Shibataea aceptadas hasta noviembre de 2013, ordenadas alfabéticamente. Para cada una se indica el nombre binomial seguido del autor, abreviado según las convenciones y usos. 
- Shibataea chiangshanensis T.H.Wen
- Shibataea chinensis Nakai
- Shibataea hispida McClure
- Shibataea kumasaca (Steud.) Makino
- Shibataea lancifolia C.H.Hu
- Shibataea nanpingensis Q.F.Zheng & K.F.Huang
- Shibataea strigosa T.H.Wen